# Олив, Вильгельм Николаевич
Вильгельм Николаевич Олив (William Seton Olive; 1795—1854) — адъютант великого князя Константина Павловича Романова, камергер двора его императорского величества, таврический губернский предводитель дворянства; родоначальник русской ветви семейства Олив.

## Биография
Родился 26 мая 1795 года[по какому календарю?] в Америке, куда его родители бежали во время революции 1789 года. Позже, при Наполеоне, семья вернулась во Францию.
Вильгельм закончил Сен-Сирскую военную школу. Служил в королевской гвардии. В 1812 году принял участие в походе Наполеона в Россию и был при занятии Москвы; затем сопровождал Людовика XVIII в 1815 году во время его удаления в Гент и состоял «officier dordonnance» при герцоге Беррийском.
В 1820 году он перешёл на службу в русскую армию — 9 марта был зачислен в лейб-гвардии Уланский полк в звании поручика и стал адъютантом великого князя Константина Павловича. В сохранившихся документах есть письмо цесаревича Константина к матери Вильгельма Олив — маркизе де Кюбьер, в котором отмечалось, что Вильгельм «отличался прямодушием, чистосердечием и открытым характером, ни перед кем не стеснялся высказывать правду в глаза и избегал, как он говорил, ложной филантропии…».
5 января 1828 года В. Н. Олив в звании ротмистра по болезни покинул русскую армию. В первой половине 1830-х годов семья Олив перебралась в Крым, где были приобретены земельные угодья в Ялтинском и Феодосийском уездах: в Феодосийском уезде Оливы владели имением «Камыш-Бурун» (ныне — южная часть Аршинцева), селением Кош-куй (ныне — Тасуново) и деревней Сеит-Эли (ныне не существует); в Ялтинском уезде в 1834 году было приобретено имение «Лимнеиз» (ныне — посёлок Верхняя Мухалатка или Олива).
Наконец, 16 декабря 1841 года В. Н. Олив принял российское подданство. С 1844 года В. Н. Олив неоднократно избирается предводителем Таврического губернского дворянства. В это время семья жила в Симферополе, в доме, принадлежавшем семье Раевских, с которыми Олива связывала давняя дружба.
В имении Камыш-Бурун Олив организовал разработку камня-известняка («Оливинские каменоломни»); в Кошкуе он создал конный завод.
Весной 1854 года здоровье Вильгельма Николаевича значительно ухудшилось. Он переехал с женой для лечения в Москву, где и умер 3 (15) августа 1854 года.

## Семья
В 1825 году В. Н. Олив обвенчался с Софьей Сергеевной Щербининой (1806—1883), за которой числились имения в Саратовской и Рязанской губерниях и девятьсот душ крепостных крестьян. Жена родила девятерых детей: четырёх сыновей и пятерых дочерей. Первого сына, Константина, крестили во Франции. Всех последующих сыновей Вильгельм Николаевич крестил по католическому обряду. Мальчики в семье Олив были католиками, а девочки, как и мать, наоборот, крещены по православному обряду. Крестными отцом и матерью при крещении первенца — дочери Марии — были сам цесаревич Константин Павлович и статс-дама графиня Браницкая.
Дети В. Н. Олива:
- Мария вышла замуж за Иосифа Николаевича Шатилова (1824—1889), племянника генерал-майора И. В. Шатилова;
- Константин (1829—1855);
- Наталья;
- Иосиф (25.12.1835—?); родился в Крыму; крёстным отцом его был сосед, владелец Нижней Мухалатки, генерал-майор Иван Васильевич Шатилов.
- Елизавета;
- Александра;
- Екатерина (1841—?) была замужем за Сергеем Семёновичем Унковским (1829—1903);
- Сергей (1844—1909);
- Вильям (Вивиан) (1847—1896) был предводителем дворянства Таврической губернии.